# Markel Susaeta
Markel Susaeta (sinh ngày 14 tháng 12 năm 1987) là một cầu thủ bóng đá người Tây Ban Nha.

## Đội tuyển bóng đá quốc gia Tây Ban Nha
Markel Susaeta thi đấu cho đội tuyển bóng đá quốc gia Tây Ban Nha.

## Thống kê sự nghiệp
| Đội tuyển bóng đá Tây Ban Nha | Đội tuyển bóng đá Tây Ban Nha | Đội tuyển bóng đá Tây Ban Nha |
| Năm                           | Trận                          | Bàn                           |
| ----------------------------- | ----------------------------- | ----------------------------- |
| 2012                          | 1                             | 1                             |
| Tổng cộng                     | 1                             | 1                             |